# Daniil Beljajev
Daniil Joerejevitsj Beliaev (Russisch: Дании́л Юрьевич Беля́ев) (Vologda, 7 december 1995) is een Russische langebaanschaatser.

## Records

### Persoonlijke records
| Afstand      | Tijd     | Datum            | Baan           |
| ------------ | -------- | ---------------- | -------------- |
| 500 meter    | 35,96    | 2 maart 2018     | Salt Lake City |
| 1000 meter   | 1.10,48  | 3 maart 2018     | Salt Lake City |
| 1500 meter   | 1.44,12  | 16 februari 2020 | Salt Lake City |
| 3000 meter   | 3.54,05  | 25 november 2017 | Inzell         |
| 5000 meter   | 6.31,39  | 5 oktober 2019   | Inzell         |
| 10.000 meter | 14.43,28 | 30 maart 2018    | Moskou         |

## Resultaten
| Jaar | WK Allround            | WK Afstanden |
| ---- | ---------------------- | ------------ |
| 2020 | NC15 (12e, 20e, 5e, -) | 14e 1500m    |
| 2021 |                        | 11e 1500m    |